# Maxim Albertowitsch Adijew
Maxim Albertowitsch Adijew (russisch Максим Альбертович Адиев; * 31. Juli 1987 in Nowouralsk, Oblast Swerdlowsk) ist ein russischer Biathlet in der Spezialisierung auf die Disziplin Crosslauf.
Maxim Adijew nahm erstmals in Otepää an Junioren-Wettbewerben der Sommerbiathlon-Weltmeisterschaften 2007 teil. Im Sprint gewann er hinter den Esten Daniil Steptšenko und Karel Viigipuu die Bronzemedaille, im Massenstartrennen verpasste er als Viertplatzierter eine weitere Medaille, der er mit Tatjana Belkina, Irina Maximowa und Rinat Gilasow im Mixed-Staffelrennen gewann. Im Jahr darauf nahm er in der Haute-Maurienne erneut bei den Junioren-Wettbewerben bei der Sommer-WM teil. Im Sprint wurde er Siebter, in der Verfolgung verbesserte sich Adiew bis auf den Bronzerang hinter Anuzar Yunusov und Gilasow. Bei den Sommerbiathlon-Europameisterschaften 2010 in Osrblie startete der Russe erstmals bei einem Großereignis bei den Männern. Im Sprint gewann Adijew hinter Matej Kazár die Silbermedaille, in der Verfolgung schob sich noch Alexei Katrenko zwischen beide. Mit Irina Leuchina, Olga Prokopjewa und Katrenko gewann er zudem den Titel mit der Mixed-Staffel.